# Aphidius amelanchieri
Aphidius amelanchieri är en stekelart som beskrevs av Liu 1977. Aphidius amelanchieri ingår i släktet Aphidius och familjen bracksteklar. Inga underarter finns listade i Catalogue of Life.